# Cramming
El Cramming es una práctica comercial ilícita consistente en que una operadora de telefonía celular activa, sin autorización o consentimiento del usuario, aplique una tarifa plana de acceso a Internet.
La activación de la tarifa plana se realiza cuando la operadora detecta el uso de la SIM desde un terminal teléfono inteligente, con independencia de que el teléfono haya sido adquirido a través de un plan promocional o sea un teléfono libre.
Según de la operadora que realice esta práctica, esta contratación no consensuada no puede ser desactivada con facilidad: el área de clientes de la operadora no permite la cancelación directa y, sin embargo, permite la migración a otras tarifas planas de coste superior. En ocasiones, la desactivación tampoco es posible realizarla acudiendo al call center de la operadora.
- Datos: Q5790542